# Оку-ното но Аенокото
Оку-ното но Аенокото (яп. 奥能登のあえのこと) — це ритуал, який передається з покоління в покоління фермерами на півострові Ното, у префектурі Ісікава, Японія. Ae — старояпонське слово для банкету; отже, Aenokoto по суті означає «бенкетний ритуал».."
Ця церемонія є унікальною серед обрядів збирання врожаю в Азії, оскільки господар дому запрошує бога рисового поля увійти в будинок. Люди поводяться так, ніби в будинку присутній невидимий дух. Вважається, що гостя камі є предком сімейства.
У грудні фермер готує їжу та викликає дух рисового поля звуком стукаючих рисових коржів (мочі). У парадному вбранні він зустрічає гостя з ліхтарем. Фермер дозволяє духу відпочити в кімнаті, готує для нього ванну і пропонує страву з рису, бобів і риби. Розум має поганий зір, і тому господар повинен добре описати їжу, коли її подають. Подібний ритуал відбувається і на лютневий посів. Існує кілька варіантів цього обряду.
У 2009 році ЮНЕСКО внесло ритуал до Репрезентативного списку нематеріальної культурної спадщини людства.